# Bannerella
Bannerella es un género de foraminífero bentónico de la subfamilia Dorothiinae, de la familia Eggerellidae, de la superfamilia Eggerelloidea, del suborden Textulariina y del orden Textulariida. Su especie tipo es Textularia gibbosa. Su rango cronoestratigráfico abarca desde el Eoceno hasta la Actualidad.

## Discusión
Clasificaciones previas incluían Bannerella en la superfamilia Textularioidea, del suborden Textulariina y del orden Textulariida.

## Clasificación
Bannerella incluye a las siguientes especies:
- Bannerella gibbosa